# Long Điền, An Giang
Long Điền là một xã thuộc tỉnh An Giang, Việt Nam.

## Lịch sử
Trước đây, Mỹ Luông là một xã thuộc huyện Chợ Mới.
Ngày 17 tháng 10 năm 2003, Chính phủ ban hành Nghị định 119/2003/NĐ-CP. Theo đó:
- Thành lập thị trấn Mỹ Luông trên cơ sở 808 ha diện tích tự nhiên và 15.540 người của xã Mỹ Luông
- Đổi tên xã Mỹ Luông thành xã Mỹ An.

Ngày 12 tháng 6 năm 2025, Ủy ban Thường vụ Quốc hội ban hành Nghị quyết số 1654/NQ-UBTVQH15 về việc sắp xếp các đơn vị hành chính cấp xã của tỉnh An Giang. Theo đó, toàn bộ diện tích tự nhiên, quy mô dân số của thị trấn Mỹ Luông, xã Long Điền A và xã Long Điền B thành xã mới có tên gọi là xã Long Điền.